# 세하두붉은코쥐
세하두붉은코쥐(Wiedomys cerradensis)는 비단털쥐과 목화쥐아과에 속하는 남아메리카 설치류의 일종이다. 브라질 동부 바이아주의 한 모식산지에서 알려져 있다. 세하두 생태구의 준탈락성 숲에서 발견되었다.